# Mademoiselle Docteur
Mademoiselle Docteur, auch geführt unter dem Titel Spione von Saloniki, ist ein 1936 gedrehtes französisches Spionagefilmdrama von G. W. Pabst mit Dita Parlo als „Fräulein Doktor“ Annemarie Lesser, angeregt durch wahre Begebenheiten einer deutschen Meisterspionin im Ersten Weltkrieg.

## Handlung
Anne-Marie Lesser ist eine promovierte junge Deutsche, die sich während des Ersten Weltkriegs vom heimischen Geheimdienst anheuern lässt, um die alliierten Gegner – in diesem Falle die Franzosen – auszukundschaften. Im letzten Kriegsjahr 1918 wird sie ausgerechnet in das vom Kriegsgetümmel fernab liegende nordgriechische Saloniki entsandt, wo sie wichtige französische Einsatzpläne erbeuten soll. Ihr schärfster Gegner ist das Deuxième Bureau, der französische Auslandsgeheimdienst. Und der schickt seine besten Leute, um der deutschen Agentin habhaft zu werden. Zwischen Pflicht und Neigung droht „Mademoiselle Docteur“, wie die Franzosen Anne-Marie Lesser nennen, zwischen die Mühlen der hohen Politik zu geraten. Ihre (gegnerischen wie verbündeten) Mitspieler im Kampf um das Gelingen ihrer Mission sind der zwielichtige Simonis, der aufrechte Hauptmann Georges Carrère, der Doppelagent Grégor Courdane und Oberst Matthésius. Am Ende kann sich die smarte Spionin dem Zugriff durch den Feind entziehen und in die Heimat entkommen.

## Produktionsnotizen
Für Georg Wilhelm Pabst, seit 1932 Frankreich-Resident, war Spione von Saloniki sein erster französischer Film seit seinem höchst unglücklich verlaufenden Hollywood-Ausflug 1934. Der Film entstand in der zweiten Jahreshälfte 1936 in den Studios Pathé in Joinville-le-Pont und wurde am 13. April 1937 uraufgeführt. Die deutsche Erstaufführung erfolgte erst nach dem Krieg, am 9. März 1956.
Die von Serge Pimenoff entworfenen Filmbauten wurden von Robert Hubert ausgeführt. Die Kostüme stammen von Georges Annenkov. Maurice Jaubert dirigierte das Orchester.
Edmond Gréville drehte nahezu zeitgleich eine englischsprachige Version unter demselben Titel, in der Dita Parlo erneut den Part der deutschen Spionin übernahm. Diese Geschichte wurde aber, da für britische Kinogänger produziert, so umgeschrieben, dass diesmal ein britischer Offizier als Gegenspieler und Liebhaber von Fräulein Doktor im Mittelpunkt des Geschehens steht.

## Historischer Hintergrund
Das „Fräulein Doktor“ im Film, Anne-Marie Lesser, hieß in Wirklichkeit Elsbeth Schragmüller (1887–1940), hatte ihren akademischen Abschluss in Staatswissenschaften gemacht, und war während des Ersten Weltkrieges die Leiterin der deutschen Spionageabteilung gegen Frankreich im Nachrichtendienst der Obersten Heeresleitung gewesen. Der Film, keine Biografie im eigentlichen Sinne, streift nur sehr frei Passagen ihres Lebens, denn die in Mademoiselle Docteur aufgezeigten amourösen Verbindungen sind pure Spekulation, und anders als in der historischen Wirklichkeit hielt sich Fräulein Doktor Schragmüller nie in Saloniki auf. Ihr Wirkungsfeld in den Jahren 1914 bis 1918 war vielmehr ausschließlich Belgien und Frankreich. Elsbeth Schragmüller war in ihrer Agentenfunktion zugleich Führungsoffizierin von Mata Hari.

## Weitere Verfilmungen dieses Stoffs
- Stamboul Quest, US-amerikanischer Film von 1934 mit Myrna Loy als „Fräulein Doktor“
- Mademoiselle Doctor, auch bekannt als Under Secret Orders, erneut mit Dita Parlo
- Fräulein Doktor, italienisch-jugoslawischer Spielfilm von 1968 mit Suzy Kendall

## Kritiken
„Als eine der am wenigsten lohnenden Bemühungen G. W. Pabsts wurde dieses Spionagedrama vor langer Zeit hergestellt, als Viviane Romance und Jean-Louis Barrault minder bedeutende Namen in der französischen Filmwelt waren und andere, nunmehr gehobene Persönlichkeiten wie Louis Jouvet und Pierre Blanchar, Nebenrollen verkörperten. (…) Die Fotografie weist, nach heutigen Standards, Defizite auf, und die Geschichte, die uns in das Jahr 1918 zurückführt, ist eine altmodische Angelegenheit bezüglich der Abenteuer einer verführerischen deutschen Spionin, die Geheimnisse der französischen Armee in Saloniki auskundschaftet. Fräulein Parlo, als clevere Agentin, und Herr Fresnay als Spion, der für beide Seiten arbeitet, scheinen offensichtlich nicht allzu viel Regie-Unterstützung von Herrn Pabst erhalten zu haben. Lediglich in einer düsteren Cafészene lässt sich Pabsts Kunstfertigkeit erahnen.“

„Leicht angestaubter Spionagefilm, von Pabst jedoch mit großer Kunst als Kammerspiel der Gefühle angelegt; die Handlungsmotive sind dramaturgisch hervorragend in Beziehung gesetzt, und die Spannung kommt ganz aus den Dialogen und den Leistungen der großartigen Schauspieler.“